# Georg Friedrich Grotefend

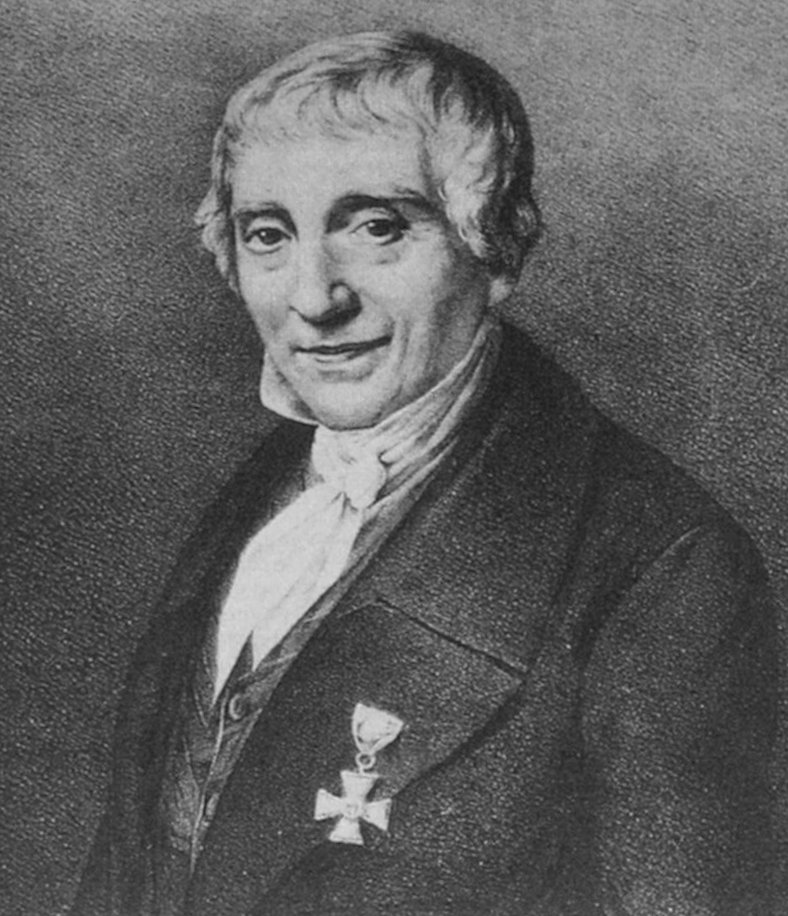
Georg Friedrich Grotefend.

Georg Friedrich Grotefend (* 9. Juni 1775 in Münden; † 15. Dezember 1853 in Hannover) war ein deutscher Sprachwissenschaftler und Altertumsforscher. Er begann mit der Entzifferung der Keilschrift.

## Leben und Wirken

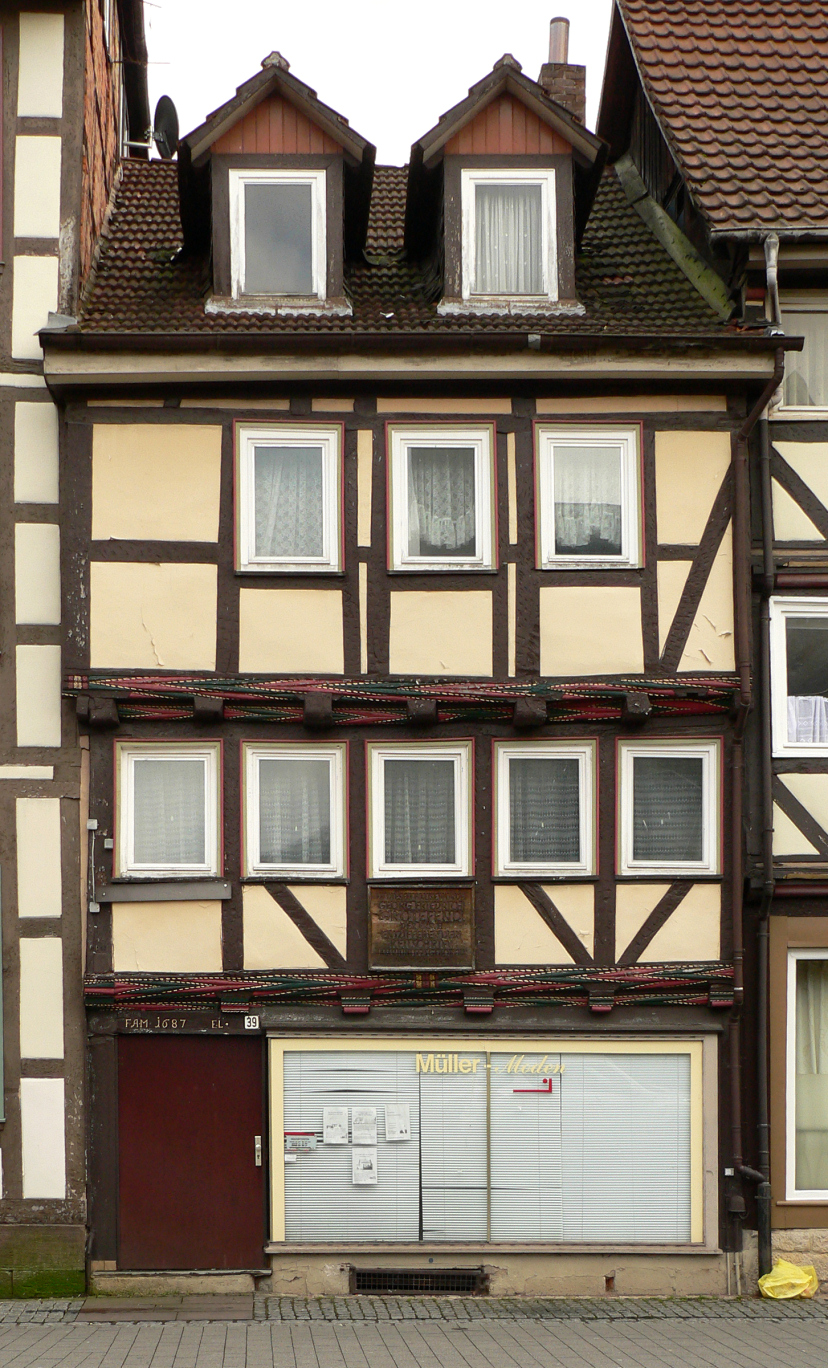
Geburtshaus in Hann. Münden, Ziegelstraße 39

Georg Friedrich war ein Sohn des Schuhmachergildemeisters Johann Christian Grotefend (1738–1813) und seiner Ehefrau Sophie geb. Wolff, Tochter des Schuhmachermeisters Johann Gregor Wolff in Münden. Er war ein Bruder des Lehrers und späteren Generalsuperintendenten Johann Gregor Grotefend (1766–1837), Vater des Historikers Karl Ludwig Grotefend (1807–1874) und Großvater des Archivars und Chronologen Hermann Grotefend (1845–1931). Der Philologe und Göttinger Gymnasialdirektor August Grotefend (1798–1836) war ein Sohn seines Bruders Johann Gregor.
Grotefend besuchte bis zu seinem 16. Lebensjahr die Lateinschule seiner Heimatstadt, danach das Pädagogium in Ilfeld (wo sein Bruder zu der Zeit Lehrer war). Ab 1795 studierte er in Göttingen Philologie und Theologie. Noch während seines Studiums wurde er 1797 Collaborator am Gymnasium in Göttingen (heute Max-Planck-Gymnasium). 1803 kam er als Prorektor an das Städtische Gymnasium (heute Lessing-Gymnasium) in Frankfurt am Main, dessen Konrektor er von 1806 bis 1821 war. Die Universität Marburg verlieh ihm am 3. September 1811 die philosophische Doktorwürde. Im Jahr 1812 hatte er zudem die Professur für klassische Literatur am Lyceum Carolinum inne, einer im selben Jahr von Großherzog Karl Theodor von Dalberg in Frankfurt gegründeten Landesuniversität, die 1814 wieder aufgelöst wurde. Schließlich wurde er 1821 Schulleiter des Lyceums in Hannover.
Zum 300-jährigen Jubiläum der Reformation wurde er Gründer des Frankfurtischen Gelehrtenvereins für deutsche Sprache. In dessen Abhandlungen brachte er ‒ neben bedeutenden anderen Aufsätzen, z. B. von Herling ‒ eine größere Zahl eigener Aufsätze heraus. (Sein Neffe August wurde nach 1821 Mitglied des Gelehrtenvereins.) 1819 gehörte er zu den Gründern der Gesellschaft für Deutschlands ältere Geschichtskunde, die sich mit der Herausgabe der Monumenta Germaniae Historica befasste.
Im Nachlass der Brüder Grimm befinden sich zehn Briefe Grotefends an Jacob Grimm aus der Zeit zwischen 1818 und 1821; sie betreffen einen Meinungsaustausch über die gotische Sprache.
Am 3. November 1805 heiratete er die reiche Kaufmannstochter Christiane Bornemann (1786–1834), mit der er fünf Söhne und zwei Töchter hatte.

## Entzifferung der altpersischen Keilschrift
Ausgangspunkt für Grotefends erste Entzifferung von zehn Zeichen der persischen Keilschrift binnen weniger Wochen im Jahr 1802 in Göttingen war eine Wette, bei der er den Standpunkt vertrat, es sei möglich, ein vollkommen unbekanntes Schriftsystem aus sich selbst heraus zu entziffern.
In seinem ersten Bericht von 1802 stellte Grotefend fest, dass die Keilinschriften Schriftzeichen sind, was zu jener Zeit nicht selbstverständlich war, und dass sich die drei Inschriftenarten entsprechen. Er fährt fort: „Es gibt zwar mehrere Arten von Keilinschriften, welche man im babylonischen und in den sonstigen Bereichen des Orients antrifft, aber in den Persepolitanischen Inschriften, deren Deutung ich mir vorgenommen habe, sind nur drei Arten erkennbar, welche sich dermaßen nahezu wörtlich entsprechen, dass wir, wenn wir eine Gattung verstehen, auch die Bedeutung der anderen kennen würden.“
Für seine Aufgabe standen ihm Zeichnungen von Carsten Niebuhr und Cornelis de Bruyn zur Verfügung, die diese von Inschriften in Persepolis angefertigt hatten. Es handelt sich um die Inschriften DPa, DPb, DPc, DPd, DPe, DPf, DPg, XPb, XPc und XPe. Zusätzlich lag ihm eine Abschrift von der Inschrift auf der Caylus-Vase vor. Von Friedrich Münter und Oluf Gerhard Tychsen war kurz zuvor der Worttrenner als schrägliegender Keil erkannt worden. Als Griechischlehrer kannte Grotefend das historische Umfeld sowie die Namen der persischen Könige dieser Zeit. Es war ihm auch aus griechischer Überlieferung bekannt, dass die Königsnamen immer im Zusammenhang mit dem Namen des Vorgängers verzeichnet waren. Bei seiner Suche ging er von jener Form der Königsnamen aus, die einige Jahre zuvor vom französischen Orientalisten Abraham Hyacinthe Anquetil-Duperron mit seiner Übersetzung des altiranischen „heiligen Buches“ Avesta veröffentlicht worden waren. Grotefend stellte fest, dass die Könige in der ihm vorliegenden Inschrift weder Kyros I. noch Kambyses I. sein konnten, da beide Namen mit dem gleichen Schriftzeichen begannen, das erste Zeichen dagegen verschieden war. Auch konnte es sich nicht um Kyros und Artaxerxes I. handeln, da der erste Name zu kurz und der zweite zu lang war. „Es blieben also nur Darius und Xerxes übrig“. Tatsächlich war nicht der Name des Thronfolgers Xerxes I., sondern der seines Vorgängers Darius I. mit dem Königstitel gekennzeichnet.
Georg Friedrich Grotefend war der erste, dem ein „Join“, das Zusammenfügen zweier voneinander im Altertum getrennter Textstücke, gelungen ist. In seinem vierten Bericht verglich er die Zeichnung Nr. 131 (die Inschrift XPca) von Cornelis de Bruyn mit der Tafel 24 A (die Inschrift XPba) von Carsten Niebuhr, und stellte fest, dass sich der Anfang von Niebuhrs Tafel mit Hilfe der Zeichnung von de Bruyn wiederherstellen ließ. Als Gore Ouseley Bruchstücke von XPba nach England brachte und Abschriften davon nach Göttingen gelangten, erkannte Grotefend, dass das größte Stück ein abgebrochener Anfang der Inschrift XPba war, die Niebuhr in der Tafel A dargestellt hatte. Grotefend veröffentlichte seine bahnbrechenden Entdeckungen in der Allgemeinen Literatur-Zeitung 1819 und 1820, ungefähr 140 Jahre vor Richard David Barnett vom British Museum, dem Grotefends Entdeckung offenbar unbekannt war.

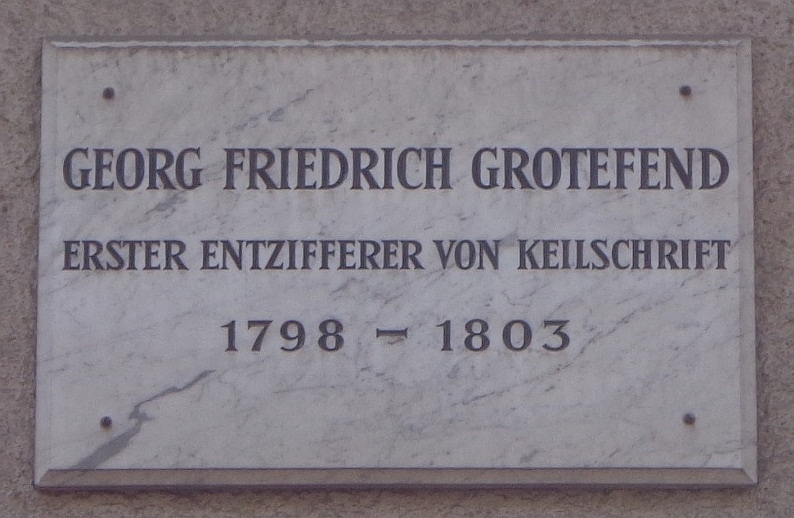
Göttinger Gedenktafel für Georg Friedrich Grotefend (Gotmarstraße 8)

 Er trug seine Ergebnisse der Akademie der Wissenschaften zu Göttingen vor, deren Mitglied er 1820 wurde, und publizierte eine kurze Zusammenfassung. Seine vier Berichte, die nach dem einleitenden ersten Wort des ersten Berichts auch Praevia genannt werden, wurden erst 1893 von Wilhelm Meyer publiziert, der kalligraphische Abschriften eines Herrn Johannknecht in den Archiven der Göttinger Akademie der Wissenschaften entdeckt hatte.
Grotefend lieferte auch das Vorwort zu Friedrich Wagenfelds Übersetzung einer griechischen Handschrift von Sanchuniathons Urgeschichte der Phönizier (Hannover 1836), die sich aber wenig später als erfundene Quelle erwies. Im Jahr 1847 wurde Grotefend als korrespondierendes Mitglied in die Preußische Akademie der Wissenschaften aufgenommen.

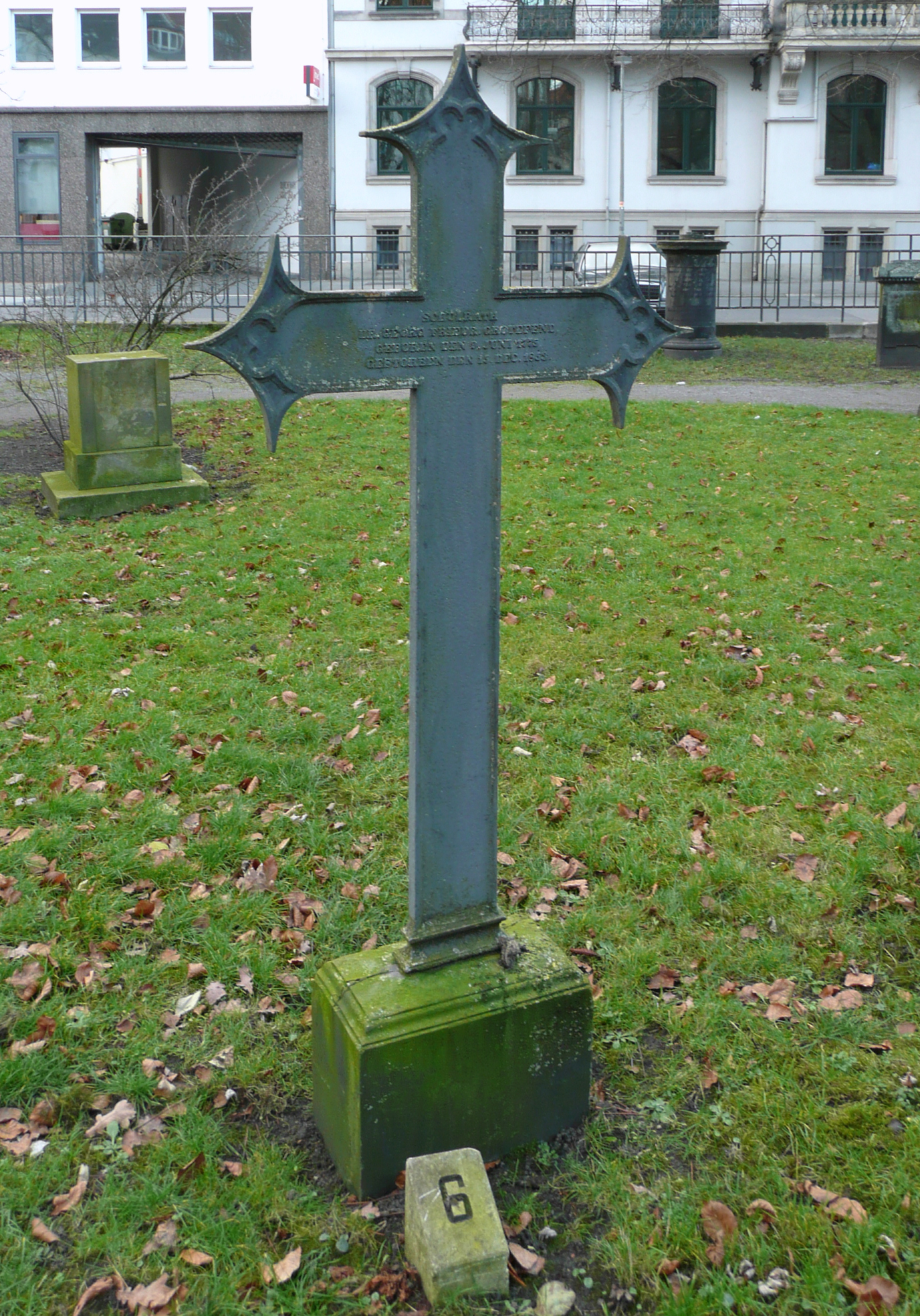
Grab auf dem Gartenfriedhof in Hannover

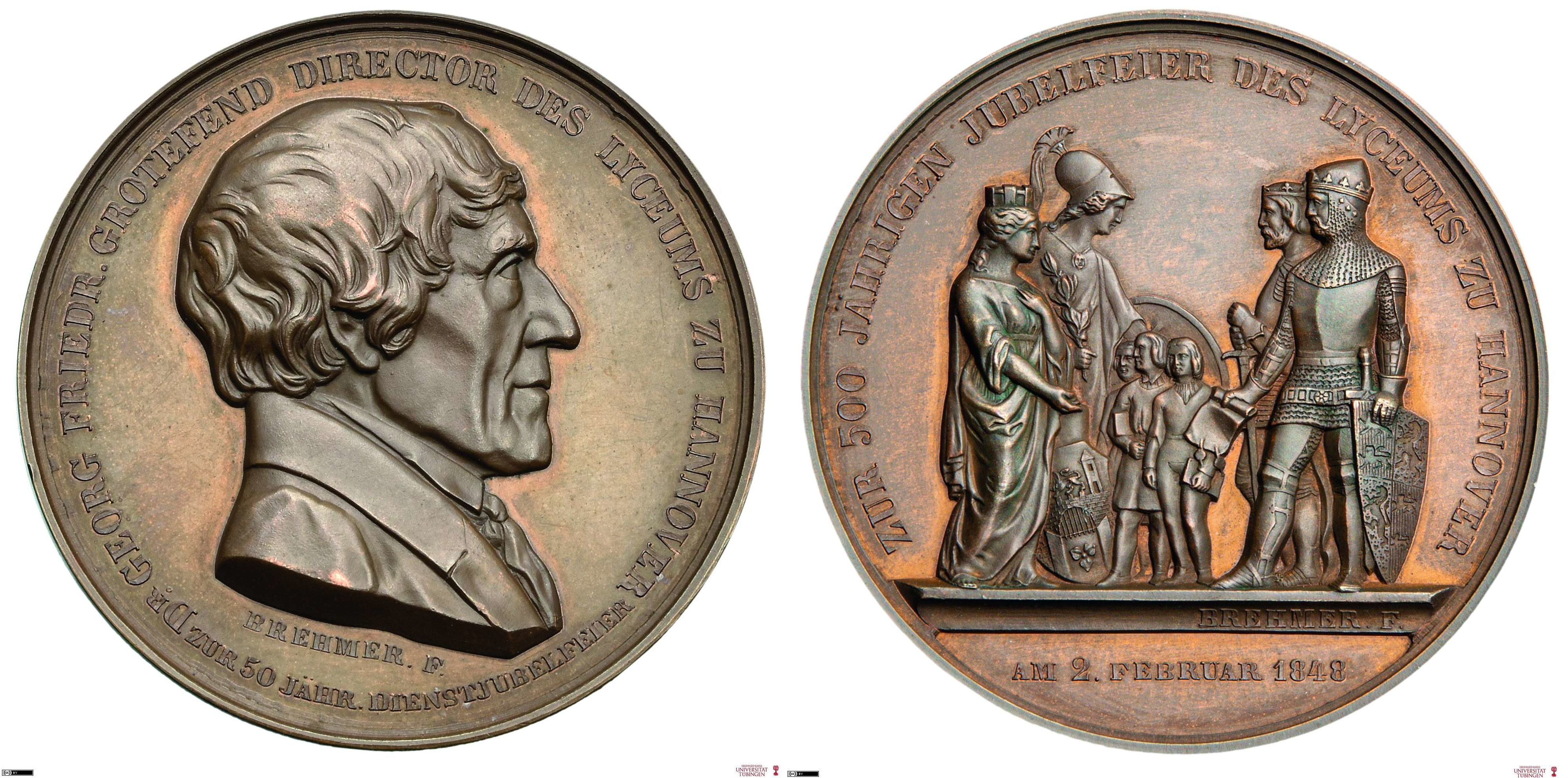
Medaille Grotefends 1848 von Heinrich Brehmer

## Tod und Nachleben
Georg Friedrich Grotefend ging 1849 als Schulleiter in den Ruhestand. Er war Ehrenbürger der Stadt Hannover und starb dort am 15. Dezember 1853. Er ist auf dem Gartenfriedhof (Marienstraße) begraben.
Sowohl in seiner Geburtsstadt Münden, die heute Hann. Münden heißt, in Frankfurt-Eckenheim, in Hamburg-Iserbrook, in Hildesheim, in Göttingen und in Hannover wurden Straßen nach ihm benannt. Das Grotefend-Gymnasium Münden trägt seit 1976 seinen Namen. Eine Göttinger Gedenktafel erinnert an ihn.
An seine Leistungen für das Lyzeum in Hannover, für das er über 50 Jahre tätig war, erinnert eine Medaille, die 1848 für ein doppeltes Jubiläum geprägt wurde. Der lokale Medailleur Heinrich Brehmer fertigte die bronzene Medaille einerseits für den langjährigen Direktor der Schule, andererseits aufgrund des 500-jährigen Bestehens des Lyzeums an. Die Vorderseite ist Grotefend gewidmet, die Rückseite der Schule. Gerade diese Seite ist interessant, da sie eine Anspielung auf die Stadtwerdung und den Ursprung der Schule der Stadt Hannover darstellt.
Der literarische Nachlass von Georg Friedrich Grotefend befindet sich seit 1878 in der Göttinger Universitätsbibliothek.

## Schriften (Auswahl)
- Ueber die Erklärung der Keilschriften, und besonders der Inschriften von Persepolis. In: Ideen über die Politik, den Verkehr und den Handel, der vornehmsten Völker der alten Welt. Erster Theil. Zweyte Abtheilung. Von A. H. L. Heeren. 2. Aufl. Göttingen 1805,  S. 931‒958.[18]
- Anfangsgründe der deutschen Prosodie. Als Anhang zu den Anfangsgründen der deutschen Sprachlehre und Orthographie, vorzüglich zum Gebrauche in Schulen entworfen von Dr. G. M. Roth. Heyer, Gießen 1815. (Digitalisat)[19]
- Vorläufige Nachrichten von einigen persischen, babylonischen und ägyptischen Denkmälern. In: Allgemeine Literatur-Zeitung Nr. 124 vom Mai 1819, Spalte 137‒144.
- Das Gebiet der keilförmigen Inschriften, so weit sie bekannt sind. In: Allgemeine Literatur-Zeitung Nr. 106 vom April 1820, Spalte 841‒846.
- Georg Friedrich Grotefendʼs lateinische Grammatik für Schulen, nach Wenckʼs Anlage umgearbeitet. 2 Bände. 3. Auflage 1820. Digitalisate.
- Lateinische Grammatik. 2 Bände. Varrentrapp, Frankfurt am Main 1823–1824.
- Neue Beiträge zur Erläuterung der persepolitanischen Keilschrift. Hannover 1837 (Digitalisat).
- Rudimenta linguae Umbricae ex inscriptionibus antiquis enodata. 8 Teile. Hannover 1835–1839 (Digitalisat).
- Rudimenta linguae Oscae ex Inscriptionibus Antiquis enodata. Hannover 1839 (Digitalisat).
- Zur Geographie und Geschichte von Altitalien. 5 Hefte. Hahn, Hannover 1840–1842. (Digitalisate).
- Erläuterungen der Inschrift aus den Oberzimmern in Nimrud. In: Zeitschrift der Deutschen Morgenländischen Gesellschaft, Band 7. 1853. S. 79–86 (Digitalisat).
- Erläuterungen des Anfangs der babylonischen Inschrift aus Behistun. In: Zeitschrift der Deutschen Morgenländischen Gesellschaft, Band 7. 1853. S. 156–161 (Digitalisat).
- Erläuterungen einiger Urkunden in babylonischer Keilschrift. In: Zeitschrift der Deutschen Morgenländischen Gesellschaft, Band 8. 1854. S. 229–238 (Digitalisat).
- Zur ältesten Sagenspoesie des Orients. In: Zeitschrift der Deutschen Morgenländischen Gesellschaft, Band 8. 1854. S. 772–816 (Digitalisat).
- G. Fr. Grotefend’s erste Nachricht von seiner Entzifferung der Keilschrift. Zum Abdruck gebracht von W. Meyer. In: Nachrichten von der Königlichen Gesellschaft der Wissenschaften und der Georg-Augusts-Universität zu Göttingen 1893, S. 573‒616.

## Bibliographie
- J. Flemming: Die Arbeiten G. F. Grotefend’s. In: Beiträge zur Assyriologie und semitischen Sprachwissenschaft. Band 1, 1890, S. 86–93. (babel.hathitrust.org)

## Festschrift
- Rykle Borger (Hrsg.): Die Welt des Alten Orients: Keilschrift, Grabungen, Gelehrte . Handbuch und Katalog zur Ausstellung zum 200. Geburtstag Georg Friedrich Grotefends, Städtisches Museum Göttingen vom 4. Mai bis zum 27. Juli 1975; im Kestner Museum Hannover vom 21. August bis zum 19. Oktober 1975 in Verbindung mit den Staatlichen Museen Berlin, Deutsche Demokratische Republik. Göttingen 1975.